# فيليكس نيومان
فيليكس نيومان (بالإنجليزية: Felix Newman)‏ هو مجدف بريطاني، ولد في 26 نوفمبر 1993.

## وصلات خارجية
- فيليكس نيومان على موقع الاتحاد الدولي للتجديف (الإنجليزية)